# Scomber
A Scomber a sugarasúszójú halak (Actinopterygii) osztályának sügéralakúak (Perciformes) rendjébe, ezen belül a makrélafélék (Scombridae) családjába tartozó nem.

## Rendszerezés
A nembe az alábbi 4 faj tartozik:
- Scomber australasicus Cuvier, 1832
- Scomber colias Gmelin, 1789
- Scomber japonicus Houttuyn, 1782
- közönséges makréla (Scomber scombrus) Linnaeus, 1758 - típusfaj

## Képek

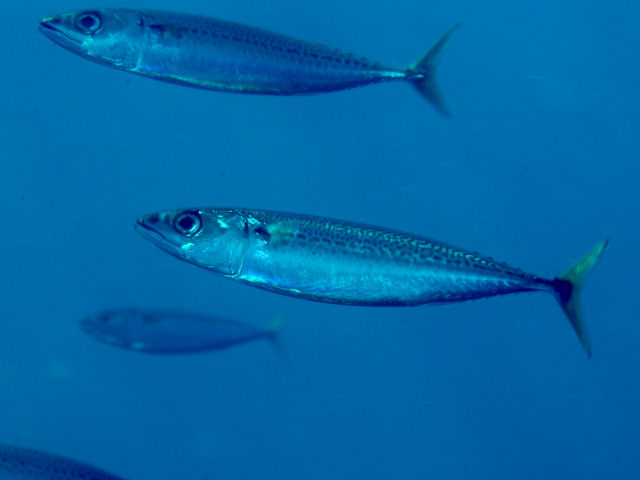
Scomber australasicus
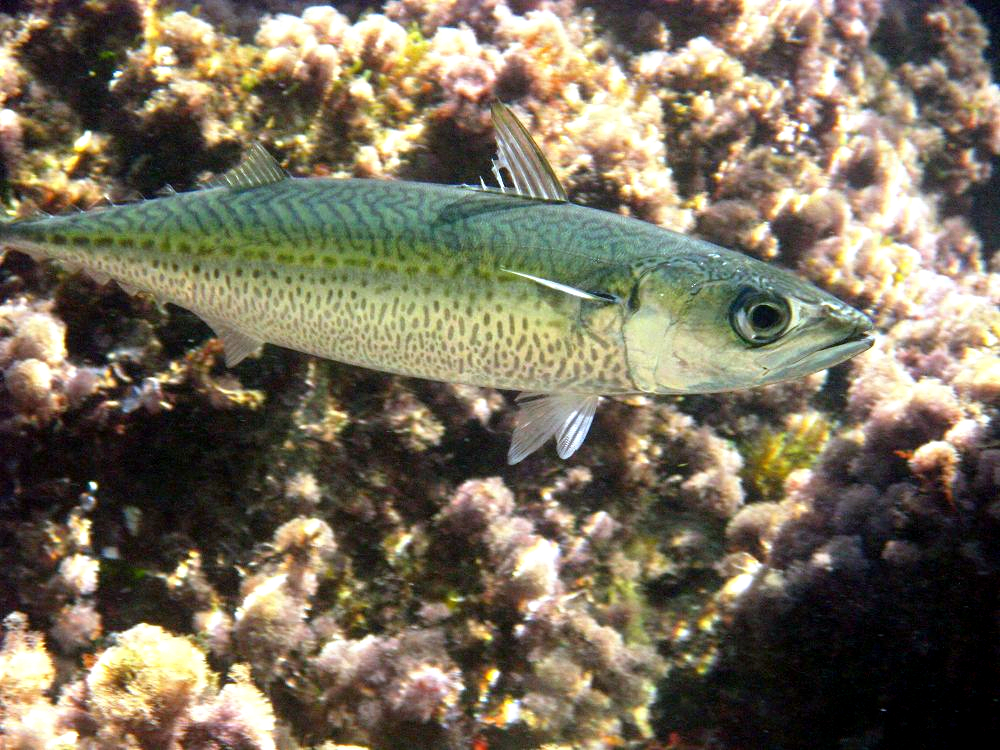
Scomber colias
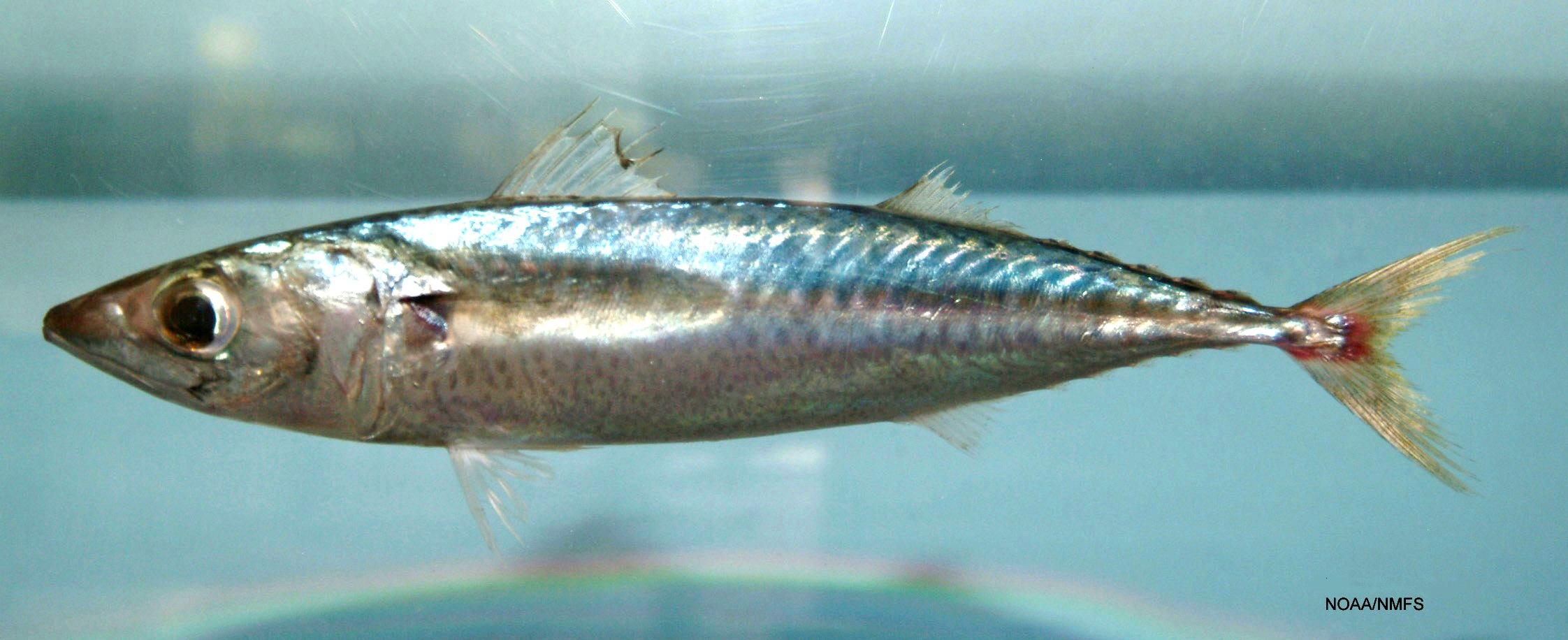
Scomber japonicus